# The Disorderly Room
The Disorderly Room era una comedia televisiva del Reino Unido, emitida por la BBC entre 1937 y 1939. Era escrita por Eric Blore y protagonizada por Tommy Handley. Blore también era un actor que participó en varias películas de Hollywood, mientras que Handley alcanzó la fama en el programa de comedia de BBC Radio It's That Man Again.
The Disorderly Room era una comedia que consistía de un solo acto por episodio, en donde los procedimientos disciplinarios del ejército eran combinados con varias canciones populares de aquel tiempo. Fue presentado por primera vez en vivo por BBC Television Service el sábado 17 de abril de 1937 con una duración de 15 minutos a las 15:45 (hora local). Tal fue la popularidad del programa que la producción fue repuesta en varias ocasiones antes de la suspensión de las transmisiones televisivas durante la Segunda Guerra Mundial, en septiembre de 1939.
Las últimas presentaciones del programa ocurrieron el 30 de agosto de 1937 (dos episodios: uno de 35 minutos y el otro de 30), el 23 de diciembre de 1937 (15 minutos), el 15 de agosto de 1939 (30 minutos) y finalmente el 20 de agosto de 1939 (30 minutos). Ninguno de los episodios sobrevive debido a que no existía la tecnología para grabar televisión en aquellos años. El único registro del programa son fotografías.